# (7344) Summerfield
Pour les articles homonymes, voir Summerfield.
(7344) Summerfield est un astéroïde de la ceinture principale.

## Description
(7344) Summerfield est un astéroïde de la ceinture principale. Il fut découvert le 4 juin 1992 à l'Observatoire Palomar par Carolyn S. Shoemaker et David H. Levy. Il présente une orbite caractérisée par un demi-grand axe de 2,59 UA, une excentricité de 0,11 et une inclinaison de 14,3° par rapport à l'écliptique.

## Compléments